# 克羅利 (路易斯安那州)
克羅利（英語：Crowley），美国路易斯安那州阿卡迪亚教区的行政中心

，位于拉斐特市以西，人口16036。它以一年一度的国际稻米节最为著名。因为克羅利曾经是一个主要的稻米收割和碾磨中心，所以它又有一个昵称叫做“美洲米饭之都”。如今，克羅利仍然有许多磨坊，并且水稻是本地农民的主要农作物。另外，小龙虾养殖在最近几年逐渐流行起来。

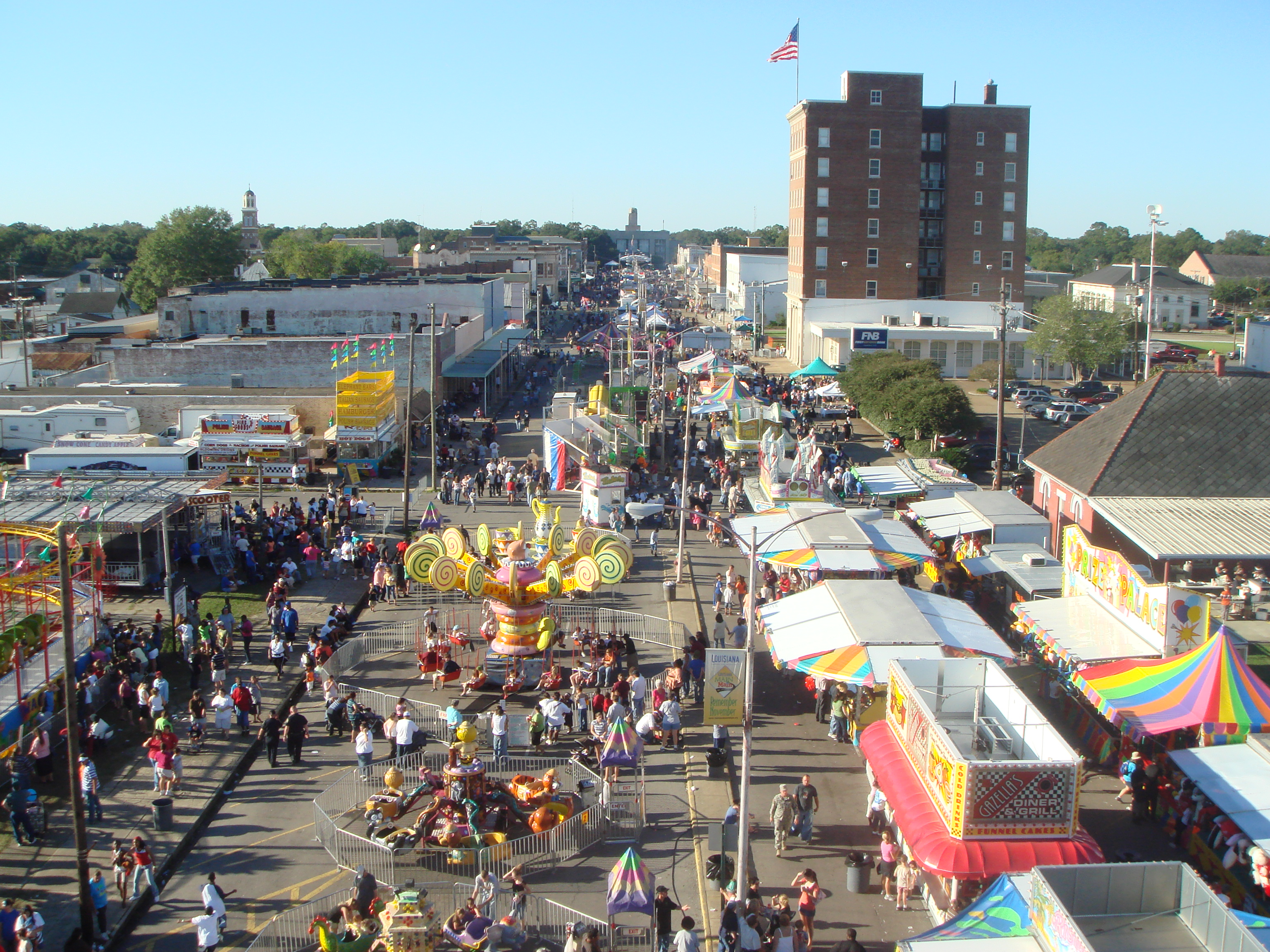
2007年10月20日庆祝国际稻米节时，克羅利市的整个主街道变成了游乐场

## 历史
克羅利城是C.C.Duson和W.W.Duson所创建的。1887年，路易斯安那西南土地公司的总经理W.W.Duson合并、规划并发展了克羅利。他的女儿Maime Duson也嫁给了建立第一国家银行克羅利分行的P.L.劳伦斯。这座十层楼的银行曾经是休斯敦与新奥尔良之间最高的建筑。
二十世纪早期，阿卡迪亚教区的石油大发现吸引了石油公司进驻克羅利以寻求商机。拉斐特石油中心最初是计划建在克羅利的，但有谣言说劳伦斯家族阻碍了它。另一个当地的谣言指出路易斯安那大学拉斐特分校也是首先提议建在克羅利的。W.W.Duson的后代拥有大部分克羅利及周边的土地。